# Bóly
Bóly (ehemals Németbóly, deutsch Bohl) ist eine ungarische Stadt im gleichnamigen Kreis im Komitat Baranya.

## Geografische Lage
Bóly liegt im südlichen Teil Ungarns, 13 Kilometer westlich von Mohács und 25 Kilometer südöstlich der Stadt Pécs. Nachbargemeinden sind Szajk, Nagynyárád, Töttös und Borjád.

## Geschichte

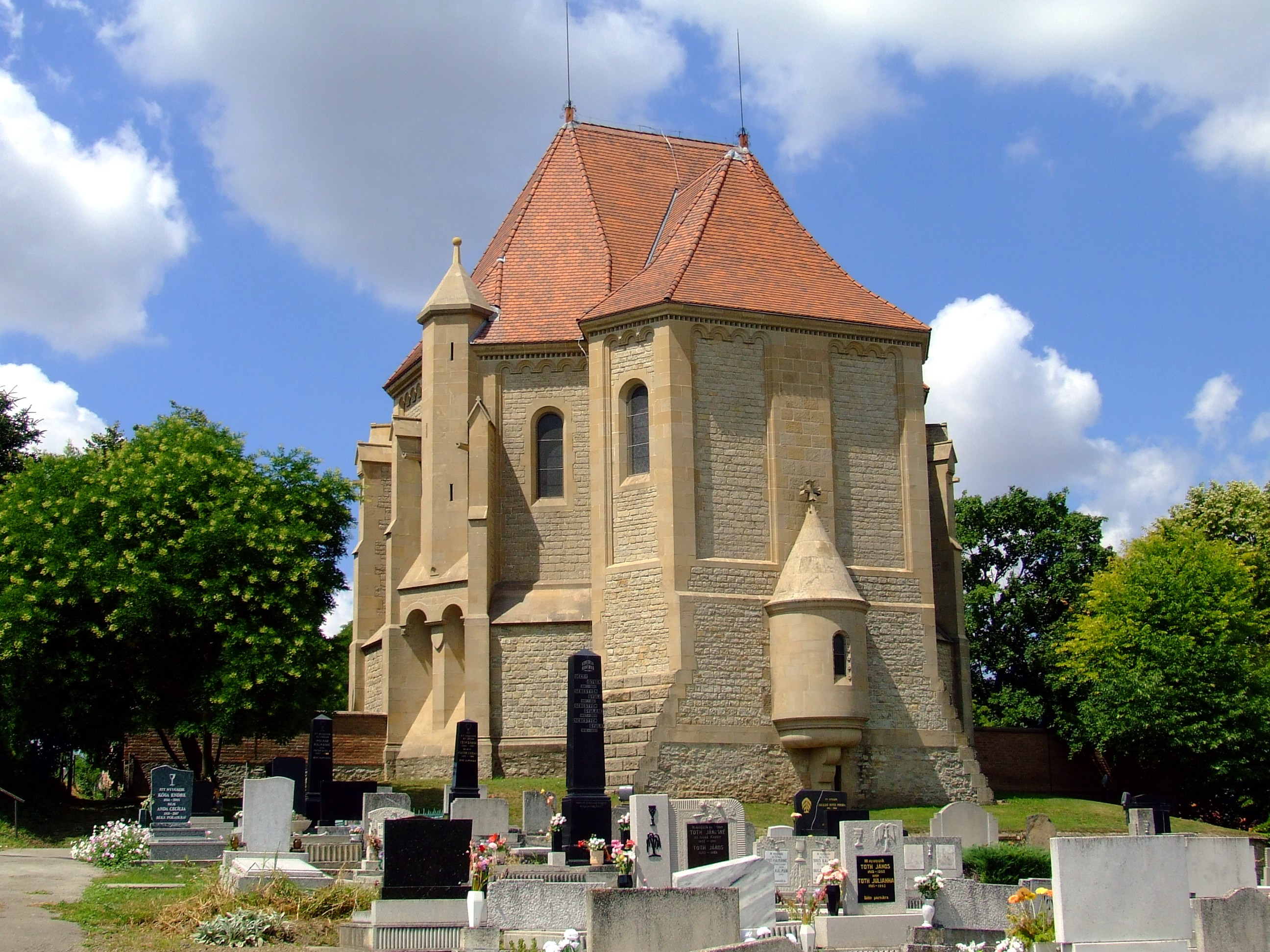
Mausoleum Batthyány-Montenuovo in Bóly

Erstmals schriftlich erwähnt wurde die Siedlung 1421 mit dem Namen Bool. Grundbesitzer waren die Familien Batthyány und Neipperg, später Montenuovo, sowie der Bischof von Pécs. Im Jahr 1731 siedelten sich die ersten deutschen Familien im Ort an. 1900 wurde Bóly zur Großgemeinde.
In der Gemeinde befindet sich die Familiengruft der Batthyány und Montenuovo. Hier wurde 1927 der letzte Obersthofmeister von Kaiser und König Franz Joseph I., Fürst Alfred von Montenuovo, nach seinem Tod in Wien beigesetzt.
Die meisten der deutschstämmigen Familien wurden 1946 enteignet und nach Deutschland ins Bundesland Hessen zwangsausgesiedelt. Bis 1950 trug der Ort den Namen Németbóly (Deutsch-Bohl).
Im Jahr 1997 wurde Bóly zur Stadt erhoben.

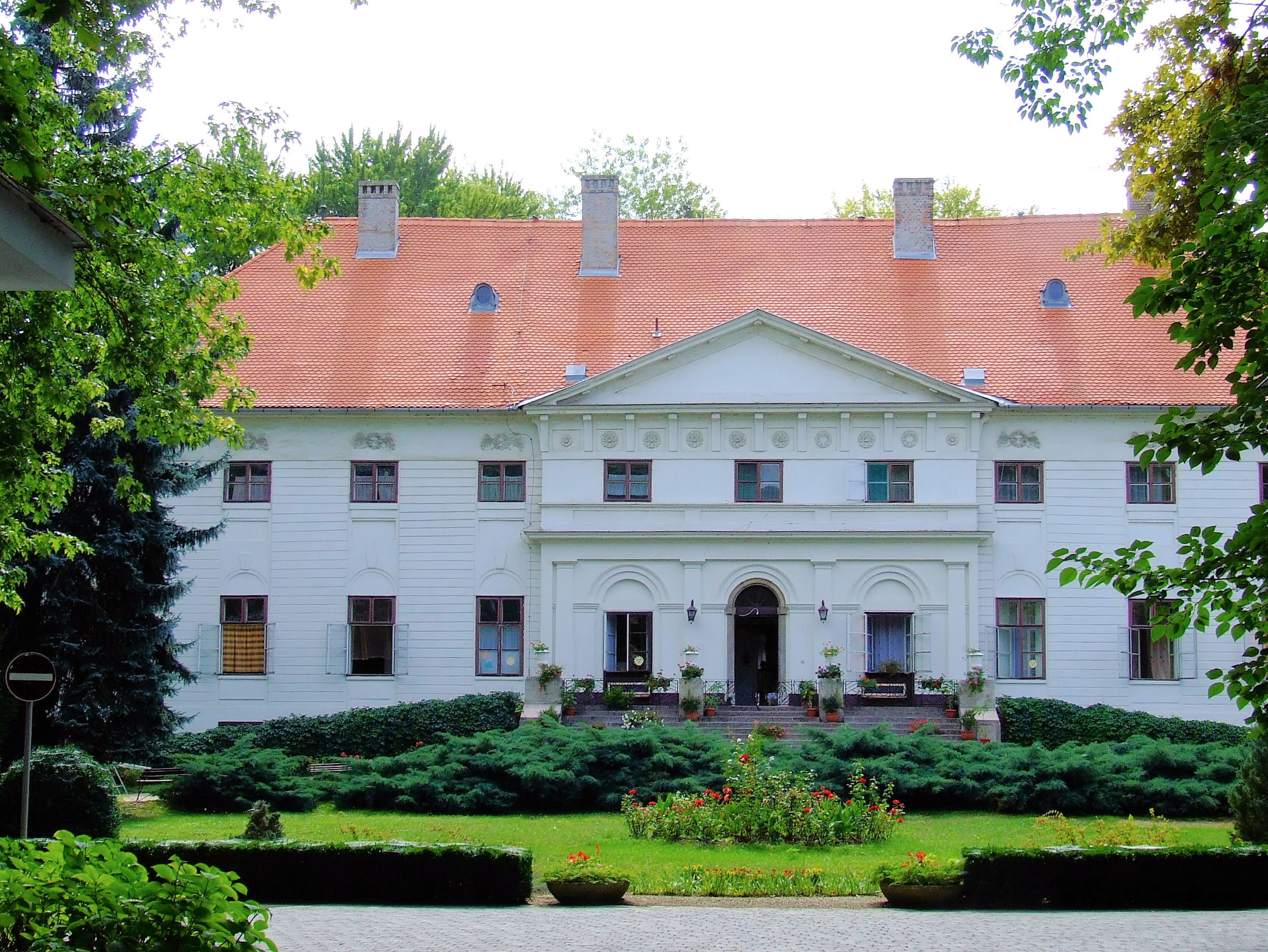
Schloss Batthyány in Bóly

## Verkehr
Seit 31. März 2010 ist Bóly von Budapest und von Pécs über die Autobahnen M6 und M60 erreichbar. Die Stadt ist angebunden an die Eisenbahnstrecke von Pécs nach Mohács. Sowohl Bòly selbst als auch die Umgebung verfügt über gut ausgebaute Radwege.

## Schule und Bildung
Bóly verfügt über eine Grundschule, die (wie in Ungarn allgemein üblich) die Klassenstufen 1 bis 8 abdeckt. Die Schule nennt sich "Általános Iskola és Alapfokú Művészeti Iskola", oder auf Deutsch "Grund- und Kunstschule" und deckt neben dem normalen Unterrichtsstoff der entsprechenden Klassenstufe als weiteren Schwerpunkt Musik(instrumente).

## Wirtschaft, Infrastruktur und Stadtbild
Das Schloss Batthyány wird heute als Behinderteneinrichtung benutzt und ist eines der größten Arbeitgeber vor Ort.
In Bóly befindet sich ein großes Landwirtschaftskombinat (Bólyi Mezögazdasági RT.). Derzeit entsteht ein großes Gewerbegebiet mit über 1000 Arbeitsplätzen.
Prägend für das Stadtbild Bólys sind neben dem großen, zentralen Stadtpark die besonders in den Randgebieten der Stadt präsenten, zahlreichen Weinkeller. Viele von ihnen dienen neben der Herstellung des lokalen Weines auch als Location für festliche Anlässe oder wurden zum Zwecke des Tourismus in "vollwertige" Unterkünfte für Besucher umgebaut. Das heißt, sie verfügen über eine entsprechende Einrichtung wie Schlafgelegenheiten, eine Küche und vor allem Sanitäranlagen, die teilweise denen einer Ferienwohnung gleichen.

## Umgebung
Die Umgebung von Bóly ist geprägt von Landwirtschaft und vom Weinbau. Sie liegt nur wenige Kilometer vom Weinbaugebiet Villány-Siklós entfernt. Bóly liegt auch an der Weißweinstraße Mohács – Villány (Fehérbórút). Seit 2008 existiert auch eine Radwegverbindung nach Villány.

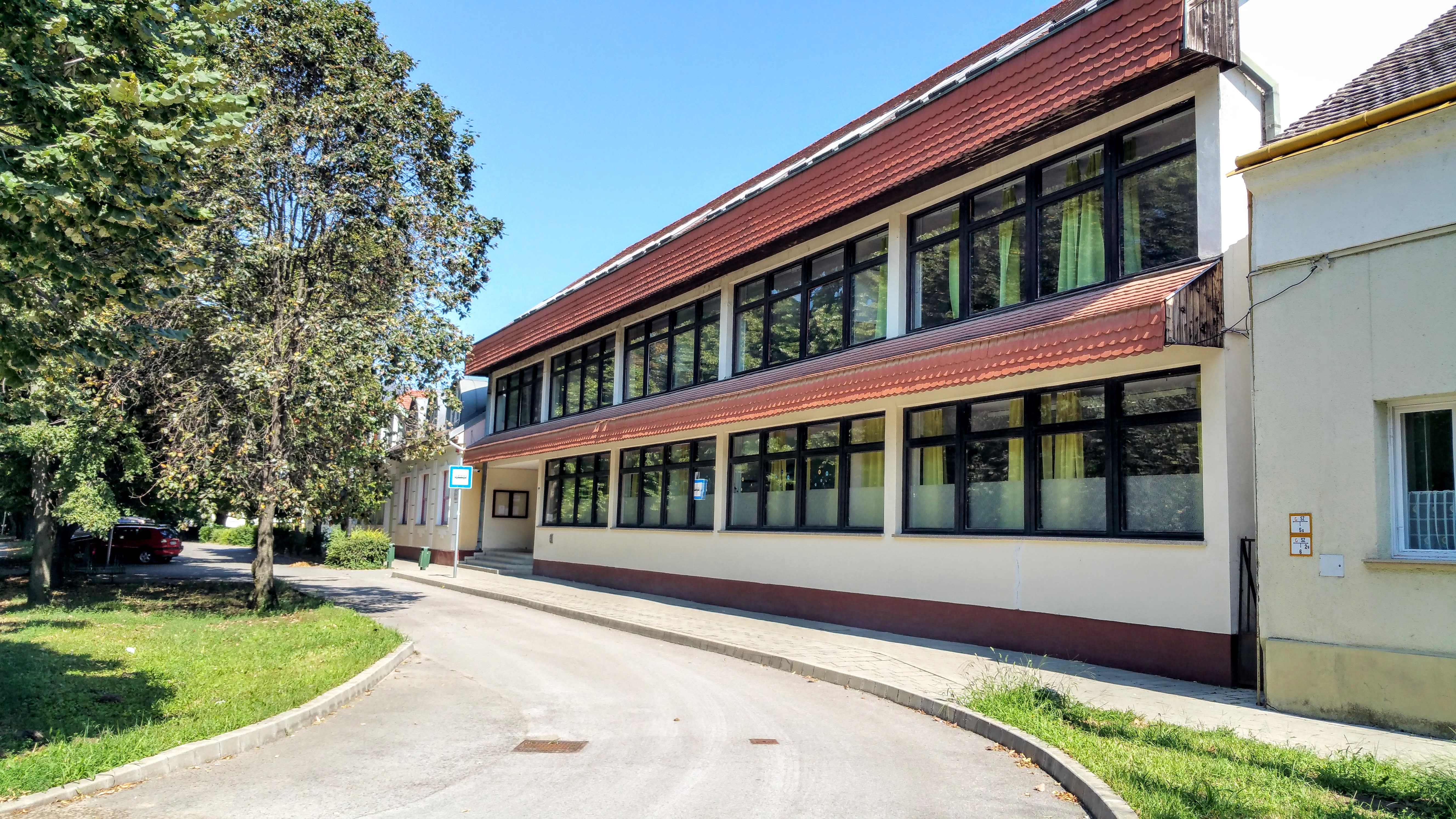
Die Grund- und Kunstschule in Bóly

## Gemeindepartnerschaften
- Heroldsberg (Deutschland)
- Cernat  (Rumänien)
- Neded (Slowakei)
- Semriach (Österreich)